# Cruz de São Jorge

Cruz de São Jorge

A Cruz de São Jorge é um símbolo constituído por uma cruz firmada de vermelho, em campo branco. Este símbolo está presente em emblemas, brasões e bandeiras de países, cidades e instituições que adoptaram São Jorge como santo patrono.
De observar que, em alguns casos a Cruz de São Jorge é representada como uma cruz firmada, mas de outras cores, como é o caso da bandeira da Grécia, que inclui uma cruz branca sobre fundo azul. Também há alguns casos em que uma bandeira com uma cruz vermelha sobre fundo branco é usada para representar outros santos, como é o caso da bandeira da República, Senhorio Soberano e Ducado Soberano de Milão, que representa Santo Ambrósio.

## História
Segundo se crê, o primeiro estado a adoptar o símbolo de São Jorge, com a cruz vermelha sobre fundo branco, teria sido o Império Bizantino, mas não há certeza se o teria usado sob a forma de bandeira. Também há notícias do mesmo símbolo ter sido usado pela Geórgia, talvez sob a forma de bandeira, a partir do século V.
A República de Génova, cujo patrono era São Jorge, é talvez o primeiro estado a dar uso generalizado da bandeira com a cruz vermelha sobre fundo branco.
A Inglaterra adoptou, no século XII, uma bandeira igual à de Génova, para uso dos seus navios que navegavam no mar Mediterrâneo. O objectivo seria o de mostrar que os navios ingleses gozavam dos direitos e protecções atribuídas os navios de Génova, na altura, a grande potência do Mediterrâneo. O uso marítimo da bandeira, estendeu-se, depois, a outros âmbitos, tornando-se, essa bandeira, a bandeira nacional de Inglaterra. O Condado de Barcelona, a República de Pádua e outros estados devotos de São Jorge, adoptaram também a mesma bandeira.

## A Cruz de São Jorge em Portugal
Nos séculos XIV e XV a bandeira com a Cruz de São Jorge, foi usada como uma espécie de segunda bandeira nacional de Portugal.
São Jorge tornou-se um santo bastante venerado em Portugal, pelo menos, desde a conquista de Lisboa, no século XII, por influência dos cruzados ingleses que, então, auxiliaram os portugueses. São Jorge será feito o principal santo padroeiro de Portugal em 1387. Tudo indica que será, por essa altura, que a bandeira com Cruz de São Jorge se tornará um dos símbolos nacionais de Portugal.

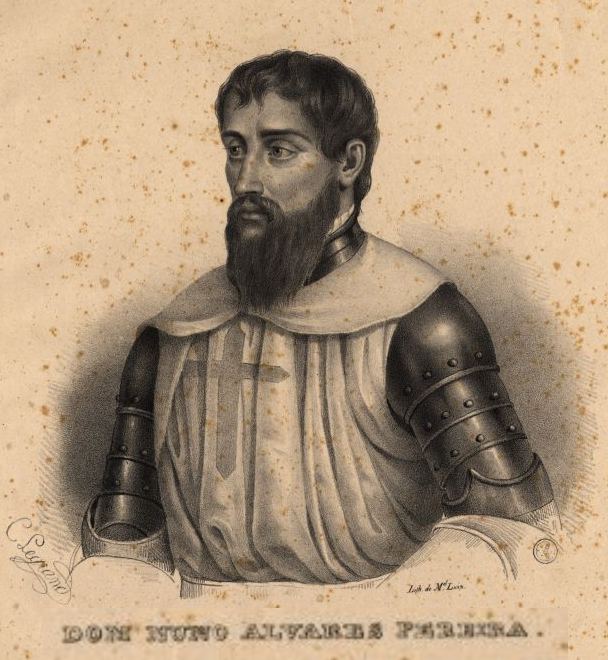
D. Nuno Álvares Pereira com a bandeira com a Cruz de São Jorge (à direita)

Por Fernão Lopes sabe-se que, durante o cerco de Lisboa pelos castelhanos, em 1384, foram hasteadas três bandeiras em cada uma das torres das muralhas da cidade. Essas bandeiras eram a das Armas do Reino, a de Lisboa e a de São Jorge.
Na batalha de Aljubarrota, em 1385, foi entregue uma Cruz de São Jorge a todos os combatentes portugueses, como uma espécie de distintivo nacional, que faria a função de uniforme, então inexistente. A bandeira de São Jorge era levada como distintivo principal da ala direita das forças portuguesas. A Cruz de São Jorge, igualmente, constituía o principal símbolo presente na bandeira pessoal do condestável Nun'Álvares Pereira.
Tudo indica que, a partir daí, a bandeira de São Jorge deve ter tido um uso generalizado em Portugal.
Nas tapeçarias de Pastrana, que representam a conquista de Arzila, por D. Afonso V, bandeiras e escudos com a Cruz de São Jorge aparecem em destaque, juntamente com as Armas Reais e o emblema pessoal do Rei. A bandeira de São Jorge também aparece em vários mapas portugueses, hasteada na fortaleza de São Jorge da Mina.
Aparentemente a Cruz de São Jorge deixou de ter uso generalizado, como símbolo nacional, a partir do reinado de D. Manuel I, sendo substituída, nessa função, pela Cruz da Ordem de Cristo.
Em 1640, o próprio São Jorge acabaria por ser substituído, por Nossa Senhora da Conceição, como santo padroeiro principal de Portugal.

## Galeria

Bandeira de Alderney
Armas de Barcelona
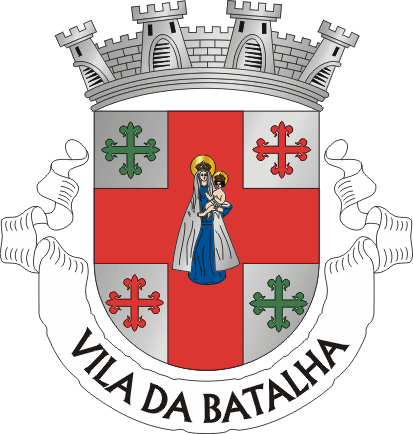
Armas da Batalha
Escudo de Friburgo
Bandeira de Durham
Armas de Génova
Bandeira da Geórgia
Bandeira da Grécia
Bandeira da Grécia (1828-1978)
Bandeira de Guernsey
Bandeira do Império Bizantino
Bandeira de Inglaterra
Armas de Londres
Armas de Marselha
Armas de Milão
Armas de Montreal
- Bandeira de Montreal
Emblema da Ordem da Jarreteira
Armas de Pádua
Bandeira do Piemonte
Bandeira de Quebec
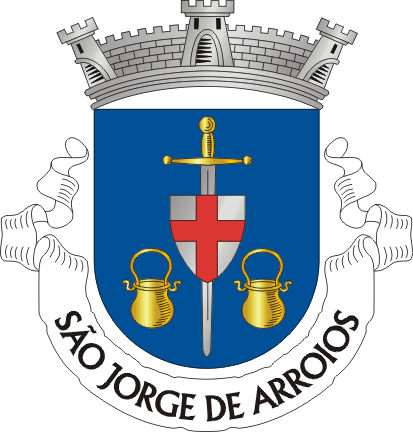
Armas de São Jorge de Arroios
Pavilhão de Guerra do Reino Unido
Bandeira da Sardenha